# Idaho National Laboratory
Idaho National Laboratory (INL) je jednou z národních laboratoří Ministerstva energetiky Spojených států amerických a je spravována společností Battelle Energy Alliance. Laboratoř se zabývá i jiným výzkumem, ale v minulosti se zabývala především jaderným výzkumem. Mnoho současných poznatků o tom, jak se chovají jaderné reaktory a jaké mají nedostatky, bylo získáno v Idaho National Laboratory. John Grossenbacher, bývalý ředitel INL, řekl: "Historie jaderné energie pro mírové využití se psala hlavně v Idaho".
Různé organizace postavily na tomto místě více než 50 reaktorů, včetně těch, které vyrobily první použitelné množství elektřiny z jaderné energie, a elektrárny pro první jadernou ponorku na světě. Přestože je dnes řada z nich vyřazena z provozu, představují tato zařízení největší koncentraci reaktorů na světě.
Nachází se na komplexu o rozloze 2 310 km2 v poušti ve východním Idaho, mezi městy Arco na západě a Idaho Falls a Blackfoot na východě. Atomic City ve státě Idaho leží jižněji. Laboratoř zaměstnává přibližně 4 000 lidí.

## Historie

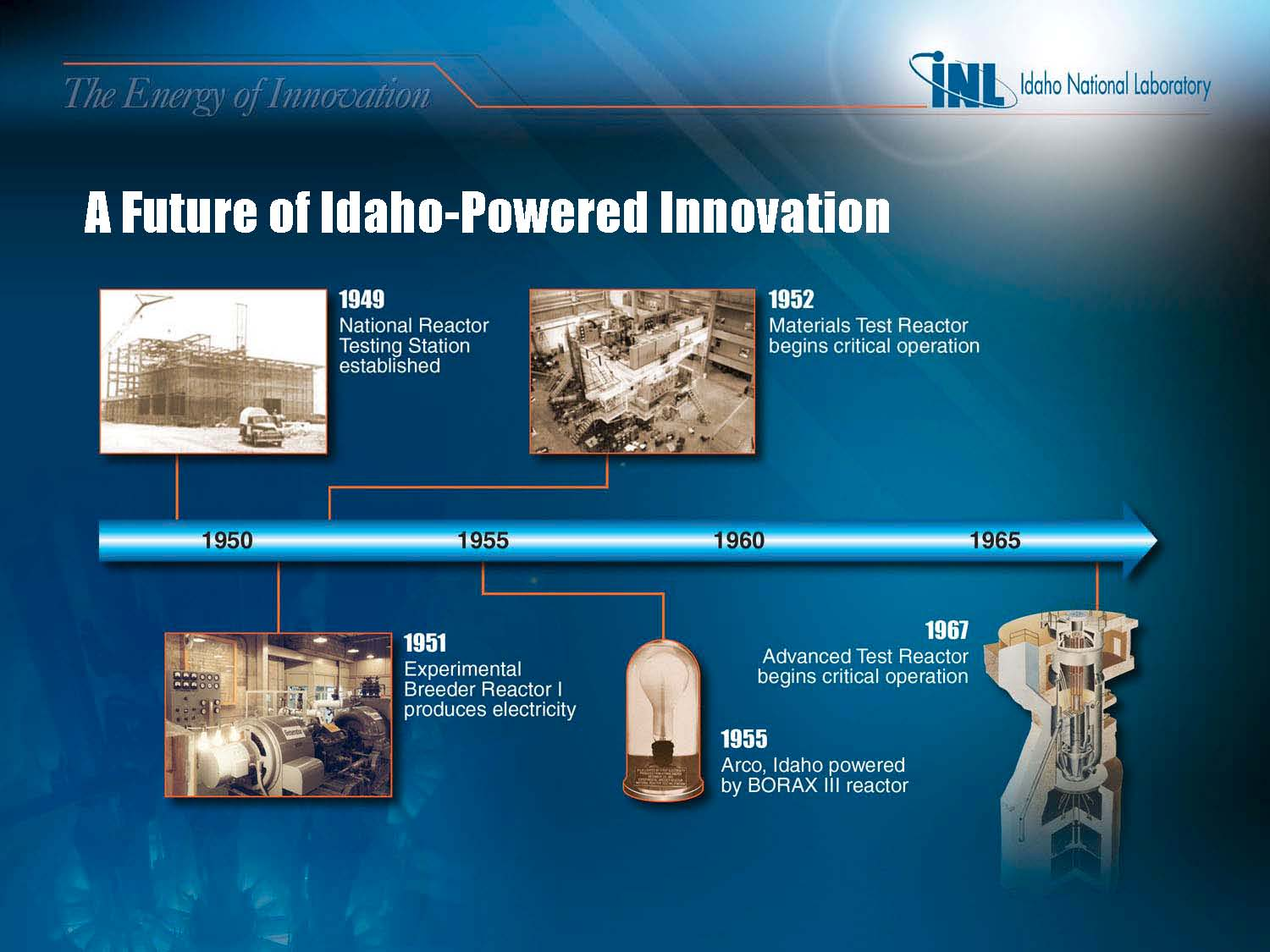
Časová osa událostí v INL.

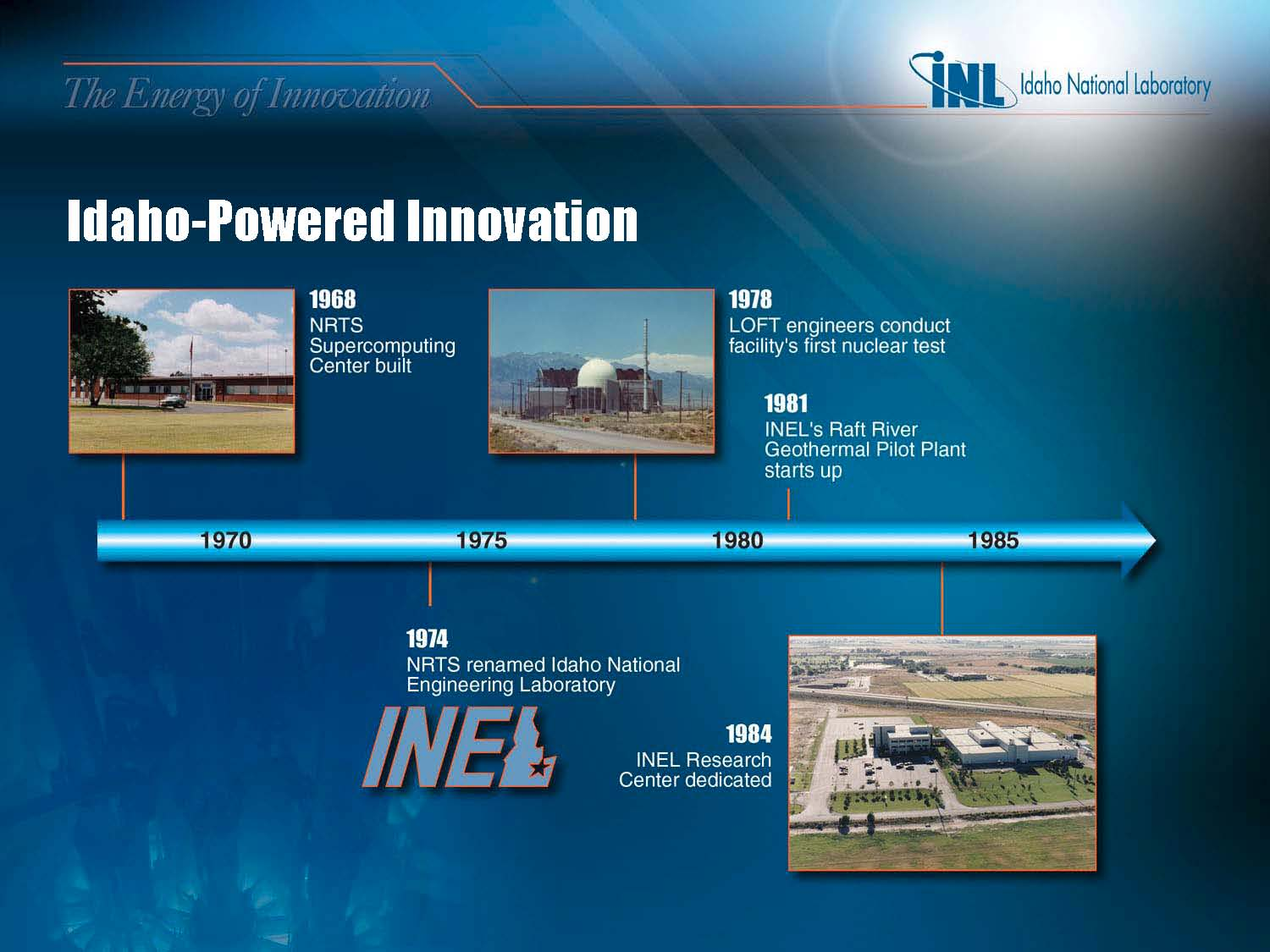
Pokračování časové osy.

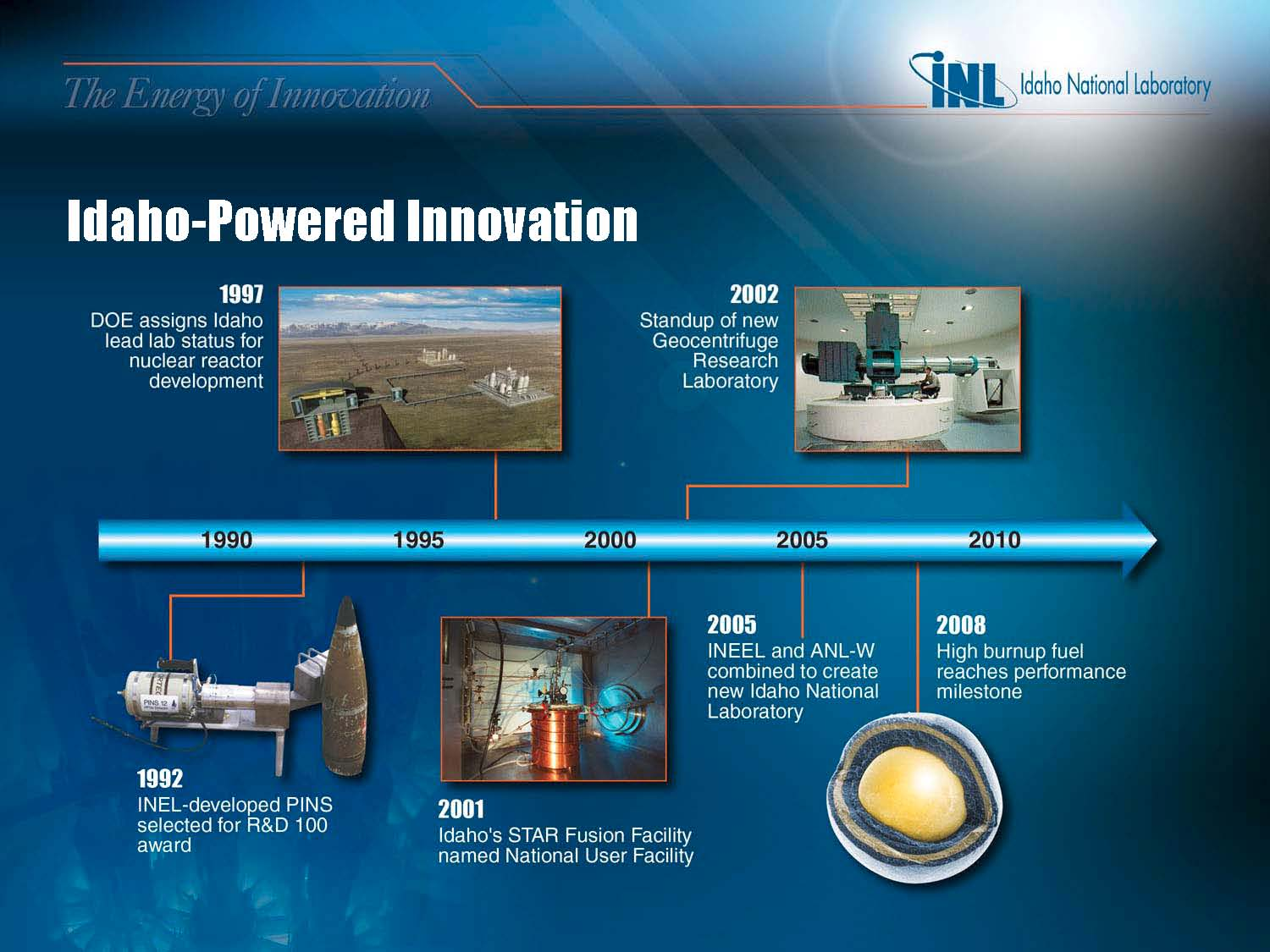
Pokračování časové osy.

Idaho National Laboratory v jihovýchodní části státu Idaho začala svůj život ve 40. letech 20. století jako dělostřelecká zkušební střelnice americké vlády. Krátce po japonském útoku na Pearl Harbor potřebovala americká armáda bezpečné místo pro provádění údržby nejsilnějších věžových děl námořnictva. Děla byla po železnici převážena do blízkosti Pocatella ve státě Idaho, kde byla přebíjena, nastřelována a testována. Jak se námořnictvo začalo soustředit na hrozby po druhé světové válce a studené válce, změnily se i typy projektů, na kterých se v Idaho pracovalo. Asi nejznámějším byla stavba prototypu reaktoru pro první ponorku s jaderným pohonem na světě, USS Nautilus.

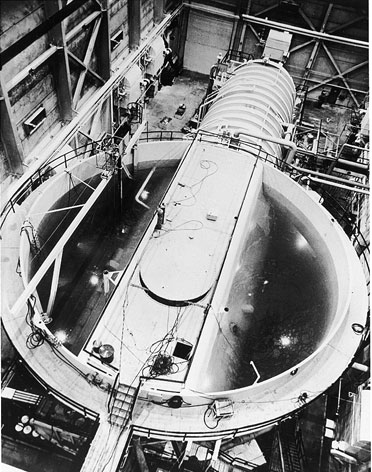
Prototyp jádra pro USS Nautilus (SSN-571)

V roce 1949 bylo federální výzkumné zařízení založeno jako National Reactor Testing Station (NRTS). V roce 1975 byla Komise Spojených států pro atomovou energii (AEC) rozdělena na Úřad pro energetický výzkum a vývoj (ERDA) a Komisi pro jaderný dozor (NRC). Pracoviště v Idaho se krátce jmenovalo ERDA a následně bylo přejmenováno na Idaho National Engineering Laboratory (INEL) v roce 1977 se vznikem Ministerstva energetiky Spojených států (DOE) za prezidenta Jimmyho Cartera. Po dvou desetiletích jako INEL byl název v roce 1997 opět změněn na Idaho National Engineering and Environmental Laboratory (INEEL). Za dobu své existence zde bylo různými organizacemi postaveno více než 50 ojedinělých jaderných reaktorů určených k testování; všechny kromě tří jsou již mimo provoz.
Dne 1. února 2005 převzala provoz laboratoře od společnosti Bechtel společnost Battelle Energy Alliance, která se sloučila s Argonne National Laboratory-West, a název zařízení byl změněn na "Idaho National Laboratory" (INL). V této době byly činnosti spojené s vyčištěním lokality přesunuty na samostatnou smlouvu, Idaho Cleanup Project, kterou v současné době řídí společnost Fluor Idaho, LLC. Výzkumné činnosti byly sloučeny v nově pojmenované Idaho National Laboratory.
Podle zpráv agentury AP v dubnu 2018 praskl jeden sud "radioaktivního kalu" při přípravě na převoz do zařízení Waste Isolation Pilot Plant v jihovýchodní části Nového Mexika k trvalému uložení. Sud o objemu 55 galonů, který praskl, je součástí špatně zdokumentovaného radioaktivního odpadu ze závodu Rocky Flats poblíž Denveru. Není známo, kolik takových sudů je v Idaho National Laboratory uloženo, ani co který sud obsahuje.

## Přístup
Většinu území INL tvoří v rovině Hadí řeky poušť s křovinatou vegetací a řadou zařízení roztroušených po celé oblasti; průměrná nadmořská výška komplexu je 1 520 m nad mořem. Většina areálu (kromě experimentálního množivého reaktoru I) je vyhrazena pouze pro oprávněný personál a vyžaduje příslušnou bezpečnostní prověrku. Na jižní hranici INL leží malé městečko Atomic City a na jihozápadě se nachází národní památník Craters of the Moon.

## Výzkum

### Projekty v oblasti jaderné energie

#### Jaderná elektrárna nové generace (NGNP)
Jednou ze součástí tohoto programu na vývoj zdokonalených jaderných elektráren je "Jaderná elektrárna nové generace" neboli NGNP, která by představovala demonstraci nového způsobu využití jaderné energie nejen pro výrobu elektřiny. Teplo vznikající při jaderném štěpení v této elektrárně by mohlo poskytovat procesní teplo pro výrobu vodíku a další průmyslové účely a zároveň vyrábět elektřinu. A NGNP by využívala vysokoteplotní plynem chlazený reaktor, který by měl redundantní bezpečnostní systémy, jež by se spoléhaly na přirozené fyzikální procesy více než na lidské nebo mechanické zásahy.
INL spolupracovala na vývoji NGNP se soukromým průmyslem v letech 2005 až 2011. Vedením tohoto úsilí ji pověřilo Ministerstvo energetiky Spojených států v důsledku zákona o energetické politice z roku 2005 . od roku 2011 projekt skomíral a jeho financování bylo zastaveno. Projekt tohoto reaktoru v současnosti vlastní společnost Framatome.

#### Výzkum a vývoj palivového cyklu (FCRD)
Cílem programu výzkumu a vývoje palivového cyklu je pomoci rozšířit přínosy jaderné energie tím, že se budou řešit některé problémy spojené se současným životním cyklem paliva pro jaderné reaktory ve Spojených státech. Toto úsilí usiluje o to, aby rozšíření jaderné energie bylo bezpečné, zabezpečené, ekonomické a udržitelné.
V současné době Spojené státy, stejně jako mnoho dalších zemí, využívají "otevřený" jaderný palivový cyklus, kdy se palivo z jaderných elektráren použije pouze jednou a poté se uloží do úložiště k časově neomezenému skladování. Jedním z hlavních cílů FCRD je výzkum, vývoj a demonstrace způsobů, jak palivový cyklus "uzavřít", aby bylo palivo znovu použito nebo recyklováno, a ne aby bylo uloženo do úložiště ještě před využitím veškeré energie. INL koordinuje mnoho národních výzkumných aktivit FCRD, včetně:
- pokračování v kritických činnostech výzkumu a vývoje palivového cyklu
- snahy o rozvoj politiky a regulačního rámce na podporu uzavření palivového cyklu
- vývoj aplikovatelných technologií
- zavedení pokročilých prvků programu modelování a simulace
- zavedení vědecky podloženého programu výzkumu a vývoje[8]

#### Program udržitelnosti lehkovodních reaktorů (LWRS)
Program udržitelnosti lehkovodních reaktorů podporuje národní úsilí o výzkum a shromažďování informací nezbytných k prokázání, zda je bezpečné a rozumné žádat o prodloužení životnosti na dobu delší než 60 let.
Cílem programu je bezpečně a ekonomicky prodloužit životnost více než 100 jaderných elektráren ve Spojených státech, které vyrábějí elektřinu. Program shromažďuje technické informace, provádí důležitý výzkum a organizuje údaje, které se používají při žádostech o prodloužení licence.

#### Národní vědecké uživatelské zařízení pro pokročilé testovací reaktory (ATR NSUF)
Pokročilý testovací reaktor INL je unikátní výzkumný reaktor, který se nachází přibližně 80 km od Idaho Falls ve státě Idaho.
Ministerstvo energetiky v dubnu 2007 jmenovalo Advanced Test Reactor (ATR) národním vědeckým uživatelským zařízením. Toto označení otevřelo zařízení k využívání vědeckovýzkumným skupinám vedeným univerzitami a umožňuje jim volný přístup k ATR a dalším jedinečným zdrojům v INL a partnerských zařízeních. Kromě průběžného přijímání návrhů s dvěma uzávěrkami každý rok pořádá INL každoročně "uživatelský týden" a letní zasedání, aby výzkumné pracovníky seznámil s možnostmi uživatelského zařízení, které mají k dispozici.

#### Univerzitní programy v oblasti jaderné energie (NEUP)
Univerzitní programy DOE v oblasti jaderné energie poskytují finanční prostředky na univerzitní výzkumné granty, stipendia a modernizaci infrastruktury.
Například v květnu 2010 bylo v rámci tohoto programu poskytnuto 38 milionů dolarů na 42 univerzitních projektů výzkumu a vývoje na 23 univerzitách v 17 státech USA. Ve finančním roce 2009 program poskytl přibližně 44 milionů dolarů na 71 projektů výzkumu a vývoje a více než 6 milionů dolarů na granty na infrastrukturu 30 americkým univerzitám a vysokým školám ve 23 státech. Program pro DOE spravuje Centrum pro pokročilá energetická studia INL. CAES je výsledkem spolupráce mezi INL a třemi veřejnými výzkumnými univerzitami v Idaho: Idaho State University, Boise State University a University of Idaho.

#### Skupina pro multifyzikální metody (MMG)
Skupina pro multifyzikální metody (MMG) je program v Idaho National Laboratory, který byl zahájen v roce 2004. Využívá aplikace založené na multifyzikálním a modelovacím rámci MOOSE k simulaci složitých fyzikálních a chemických reakcí uvnitř jaderných reaktorů. Konečným cílem programu je pomocí těchto simulačních nástrojů umožnit efektivnější využívání jaderného paliva, což povede k nižším nákladům na elektřinu a menšímu množství odpadních produktů.
MMG se zaměřuje na problémy v jaderných reaktorech související s palivem a způsobem přenosu tepla uvnitř reaktoru. "Degradace paliva" se týká toho, jak se uranové pelety a tyče, v nichž jsou zapouzdřeny, časem opotřebovávají v důsledku vysokého tepla a ozáření uvnitř reaktoru.

### Projekty v oblasti národní a vnitřní bezpečnosti
Oddělení INL pro národní a vnitřní bezpečnost se zaměřuje na dvě hlavní oblasti: ochranu kritických infrastruktur, jako jsou elektrické přenosové linky, veřejné služby a bezdrátové komunikační sítě, a prevenci šíření zbraní hromadného ničení.

#### Kybernetická bezpečnost řídicích systémů
Téměř deset let provádí INL hodnocení zranitelnosti a vyvíjí inovativní technologie pro zvýšení odolnosti infrastruktury. Se silným důrazem na spolupráci a partnerství v průmyslu INL zvyšuje spolehlivost elektrické sítě, kybernetickou bezpečnost řídicích systémů a systémů fyzické bezpečnosti.
INL provádí pokročilý kybernetický výcvik a dohlíží na simulovaná konkurenční cvičení pro národní a mezinárodní zákazníky. Laboratoř podporuje programy kybernetické bezpečnosti a řídicích systémů pro ministerstva vnitřní bezpečnosti, energetiky a obrany. Pracovníci INL jsou často žádáni, aby poskytovali poradenství a vedení normalizačním organizacím, regulačním agenturám a národním politickým výborům.

#### Nešíření jaderných zbraní
V návaznosti na jaderné poslání a odkaz INL v oblasti konstrukce a provozu reaktorů vyvíjejí inženýři laboratoře technologie, formují politiku a vedou iniciativy zaměřené na zabezpečení jaderného palivového cyklu a prevenci šíření zbraní hromadného ničení.
Pod vedením Národního úřadu pro jadernou bezpečnost vedou vědci z INL a dalších národních laboratoří celosvětovou iniciativu, jejímž cílem je zajistit zahraniční zásoby čerstvého a vyhořelého vysoce obohaceného uranu a vrátit jej do bezpečných skladů ke zpracování. Další inženýři pracují na přestavbě amerických výzkumných reaktorů a výrobě nových reaktorových paliv, která nahrazují vysoce obohacený uran bezpečnějším palivem z nízko obohaceného uranu. V zájmu ochrany před hrozbami plynoucími z šíření jaderných a radiologických zařízení zkoumají vědci z INL také radiologické materiály, aby pochopili jejich původ a možné využití. Jiní své znalosti uplatňují při vývoji detekčních technologií, které skenují a monitorují kontejnery s jadernými materiály.
Rozsáhlá pouštní poloha laboratoře, jaderná zařízení a široká škála zdrojových materiálů poskytují ideální místo pro výcvik vojenských zásahových jednotek, orgánů činných v trestním řízení a dalších civilních pracovníků první pomoci. INL tyto organizace běžně podporuje vedením školení v učebnách, prováděním cvičení v terénu a asistencí při hodnocení technologií.

### Další projekty v oblasti energetiky a životního prostředí
- Testování pokročilých vozidel – (plug-in-hybridní vozidla, vozidla na vodík a čistě elektrická vozidla)
- Bioenergie – využití zemědělských odpadních produktů
- Robotika a její využití v náročných situacích
- Biologické systémy
- Hybridní energetické systémy
- Zpracování jaderného odpadu – především kapalného RAO
- Mezioborové projekty

## Unikátní zařízení

### Komplex pokročilých testovacích reaktorů (ATR)

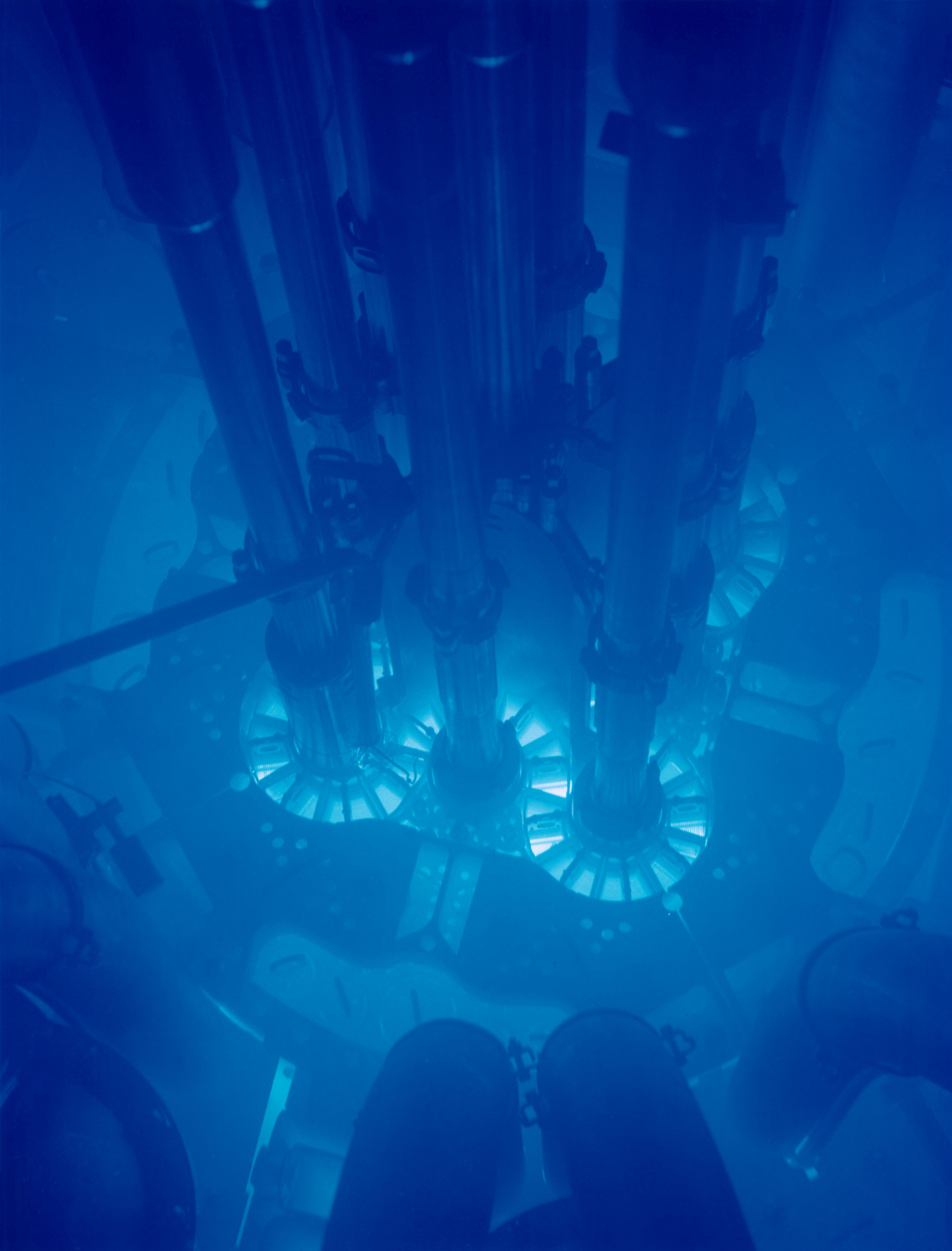
Jádro ATR

Pokročilý testovací reaktor INL je mnohem menší než běžnější reaktory vyrábějící elektřinu – reaktorová nádoba měří v průměru 3,7 m a na výšku 11 m, přičemž aktivní zóna je vysoká 1,2 m, má průměr 130 cm a nevyrábí elektřinu. Jeho zvláštností je, že umožňuje vědcům testovat materiály současně v několika jedinečných experimentálních prostředích. Výzkumní pracovníci mohou umístit experimenty do jedné z více než 70 testovacích pozic v reaktoru. Každá z nich může vytvářet jedinečné experimentální podmínky.
Reaktor je občas nazýván "virtuálním strojem času", protože dokáže demonstrovat účinky několikaletého záření na materiály ve zlomku času.
ATR umožňuje vědcům umístit nejrůznější materiály do prostředí se specifikovanou intenzitou záření, teplotou a tlakem. Vzorky se poté vyjmou a zkoumá se, jak se na materiálech projevil čas strávený v reaktoru. Hlavním uživatelem zařízení je americké námořnictvo, ale ATR vyrábí také lékařské izotopy, které mohou pomoci při léčbě pacientů s rakovinou, a průmyslové izotopy, které lze použít k rentgenování svarů na předmětech, jako jsou mrakodrapy, mosty a lodní podpalubí.
Mnoho experimentů v ATR se zaměřuje na materiály, které by mohly učinit následující generaci jaderných reaktorů ještě bezpečnější a s delší životností.

### Komplex materiálů a paliv (MFC)

#### Zařízení pro zkoumání ozářeného paliva
Zařízení pro zkoumání ozářeného paliva (HFEF) poskytuje výzkumným pracovníkům INL a dalším vědcům možnost zkoumat a testovat vysoce radioaktivní ozářené reaktorové palivo a další materiály.
HFEF poskytuje 15 nejmodernějších pracovních stanic známých jako horké komory. Každá komora má okna z olovnatého skla o tloušťce 1,2 m, která jsou oddělena tenkými vrstvami oleje. Dálkové manipulátory umožňují uživatelům manévrovat s předměty uvnitř horké komory pomocí robotických ramen. Speciální filtrované výfukové systémy  udržují vnitřní i venkovní vzduch bezpečný. Na těchto stanicích mohou vědci a technici lépe určovat vlastnosti ozářených paliv a materiálů. Vědci mohou také charakterizovat materiály určené k dlouhodobému skladování v zařízení Waste Isolation Pilot Plant v Novém Mexiku.

#### Zařízení pro vesmírné a bezpečnostní energetické systémy
Mise New Horizons k Plutu, která odstartovala v roce 2006, je poháněna zařízením poháněným palivem v zařízení INL Space and Security Power Systems Facility. Radioizotopový termoelektrický generátor (RTG) využívá neštěpitelné plutonium, které není určeno pro výrobu zbraní, k výrobě tepla a elektřiny pro mise do hlubokého vesmíru, jako je tato.
Použití RTG na misi New Horizons je pro družici praktičtějším zdrojem energie než solární panely, protože družice poletí do tak velké vzdálenosti, že energie ze Slunce by pro plavidlo nebyla dostatečným zdrojem energie. Práce na projektu začaly koncem roku 2004 a skončily úspěšným startem rakety v lednu 2006. Tým realizoval testování a dodávku RTG pro misi Pluto New Horizons a pro další vozítko Mars.

#### Zařízení na úpravu paliva
Zařízení na úpravu paliva v laboratoři INL používá elektrolýzu k oddělení některých složek z použitých palivových tyčí. Na rozdíl od tradičních vodních technik přepracování, při nichž se palivové tyče rozpouštějí v kyselině, se při "pyropřepracování" tyče roztaví a pomocí elektřiny se ze směsi oddělí složky, jako je uran a sodík. INL používá tuto techniku k odstranění kovového sodíku z palivových tyčí experimentálního množivého reaktoru II (EBR-II), aby mohly být bezpečně uloženy v národním úložišti.

#### Zařízení pro testování přechodových reaktorů (TREAT)
Zařízení pro testování přechodových reaktorů (Transient Reactor Test Facility, TREAT) je reaktor určený speciálně k testování nových reaktorových paliv a materiálů.

#### Radiochemická laboratoř
Radiochemická laboratoř je zařízení, které zahrnuje jednu radiační přístrojovou laboratoř, dvě aktinidové chemické laboratoře a další laboratoře pro radiologický i neradiologický výzkum.

### Výzkumný a vzdělávací areál v Idaho Falls

#### Centrum pro pokročilá energetická studia (CAES)
Toto jedinečné partnerství mezi INL a třemi veřejnými výzkumnými univerzitami v Idaho – Idaho State University, University of Idaho a Boise State University – se může pochlubit bohatými výzkumnými zkušenostmi. Jeho výzkumní pracovníci, kteří mají přístup k vybavení a infrastruktuře každé z partnerských institucí, se ucházeli o národní financování svých projektů v hodnotě milionů dolarů a získali je. CAES disponuje kapacitami a infrastrukturou, které jsou v regionu i v zemi jedinečné. Laboratoře centra jsou vybaveny nejmodernějšími výzkumnými přístroji a nástroji, včetně lokální elektrodové atomové sondy (LEAP) a počítačem podporovaného virtuálního prostředí (CAVE).

#### Zařízení pro měření indexu lomu (Matched Index of Refraction – MIR)
Zařízení MIR je největším zařízením tohoto typu na světě. Zařízení využívá lehký minerální olej a umožňuje výzkumným pracovníkům pomocí modelů z taveného křemene sestavených v měřítku studovat proudění kapalin uvnitř a kolem objektů s komplikovanou geometrií, jako je například aktivní zóna jaderného reaktoru. Zařízení je v podstatě obří smyčka, kterou je převážně průhledný olej čerpán proměnlivou rychlostí. Speciální lasery provádějí "Dopplerovu velocimetrii", která vytváří trojrozměrný obraz umožňující kontrolu vlastností proudění v objektu. Pozorovatelé mohou také sami sledovat proudění přes polykarbonátové pozorovací panely v blízkosti laserového zařízení.

#### Geocentrifuga

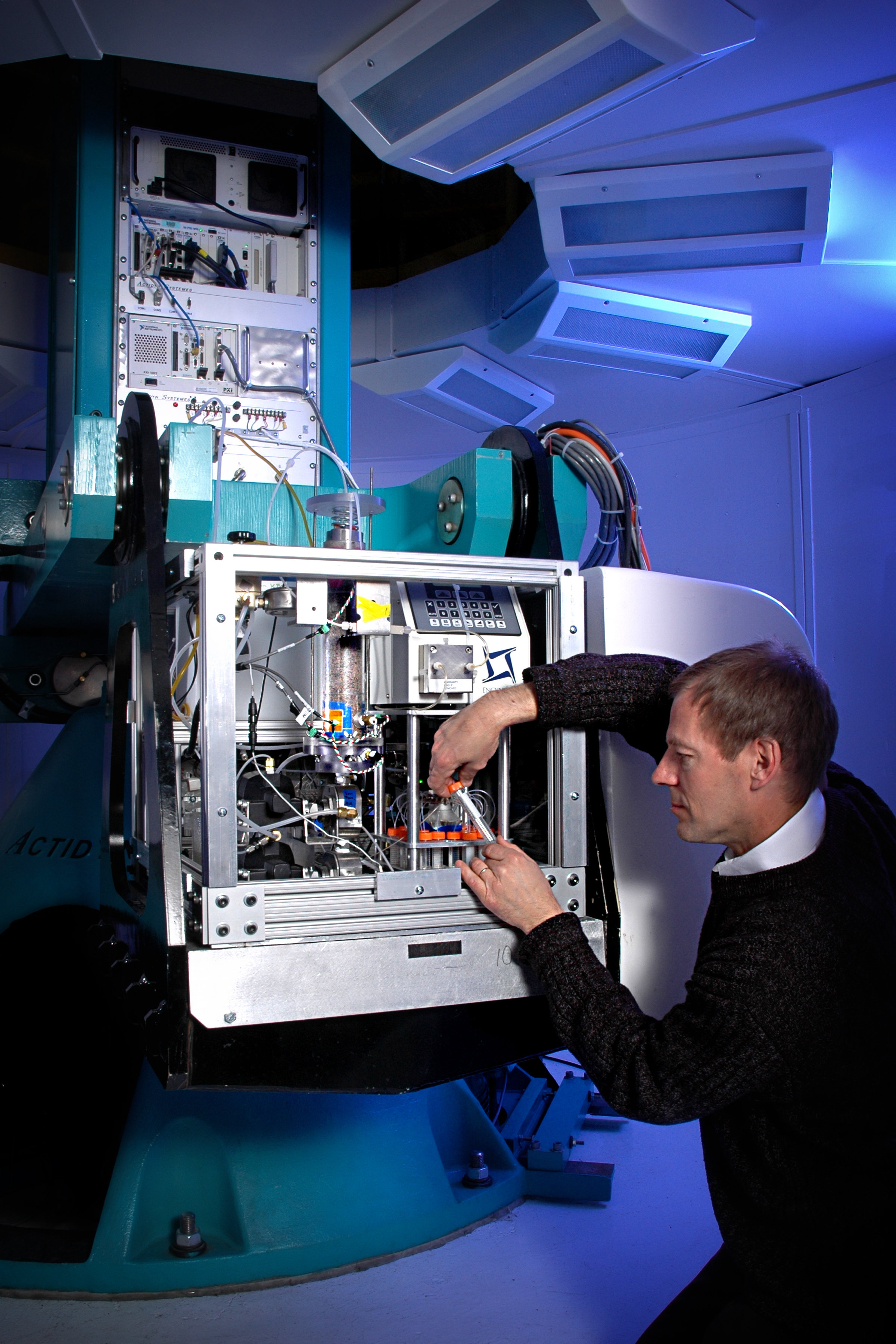
Vědec pracuje na velké geocentrifuze v Idaho National Laboratory.

Geocentrifuga v laboratoři INL pomáhá vědcům mimo jiné zdokonalovat modely pohybu kapalin a kontaminantů skrz technické uzávěry a bariéry používané v podzemních zařízeních na ukládání odpadu.
Geocentrifuga INL je jednou z méně než 25 geocentrifug ve Spojených státech, které jsou větší než dva metry [47]. Toto zařízení, které se nachází vedle výzkumného centra INL v Idaho Falls, lze ovládat na dálku pomocí počítače a je schopna působit na vzorek 130 násobkem síly zemské gravitace.
Mnoho experimentů, při nichž se geocentrifuga používá, vyžaduje její provoz po dobu stovek hodin, aby správně simulovala několikaleté gravitační působení. Užitečné zatížení je monitorováno palubním počítačem a může být přenášeno na vzdálenou monitorovací stanici mimo komoru centrifugy, kde mohou technici sledovat vývoj.

## Dřívější projekty

### Experimentální množivý reaktor I (EBR-I)

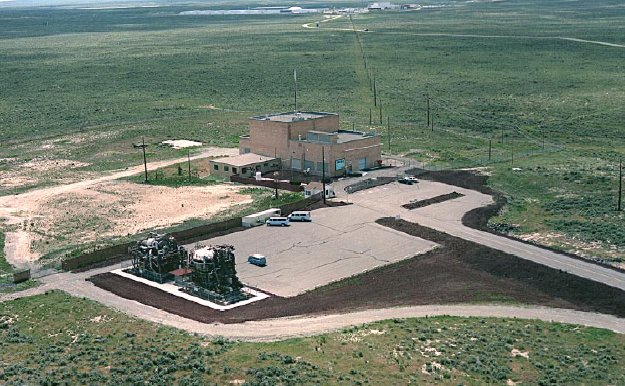
EBR-I v Idaho, první reaktor, který vyráběl použitelné množství elektřiny.

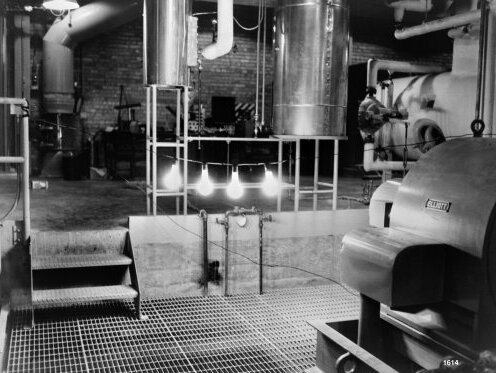
První čtyři žárovky svítící elektřinou z jaderné elektrárny visely poblíž generátoru ve druhém patře budovy EBR-I.

V časném odpoledni 20. prosince 1951 byl vědec z Argonnské národní laboratoře Walter Zinn s malým týmem asistentů svědkem toho, jak se v nepopsatelné cihlové budově ve východní části pouště v Idaho rozsvítila řada čtyř žárovek, kterými protékala elektřina z generátoru připojeného k Experimentálnímu množivému reaktoru I (EBR-I). Bylo to poprvé, kdy bylo z jaderného štěpení vyrobeno použitelné množství elektrické energie.
Jen několik dní poté reaktor vyrobil veškerou elektřinu potřebnou pro celý komplex EBR. V roce 2001 se v reaktoru EBR-I vyrobilo více než 40 milionů kilowatthodin elektřiny. Na výrobu takového množství elektřiny je zapotřebí přibližně jedna tuna přírodního uranu - to odpovídá spálení 16 000 tun uhlí nebo 80 000 barelů ropy.
Pro účel EBR-I však byla důležitější než pouhá výroba elektřiny jeho úloha prokázat, že reaktor může jako vedlejší produkt vytvořit více jaderného paliva, než kolik ho během provozu spotřebuje. V roce 1953 testy ověřily, že tomu tak skutečně je. Místo této události je památkou jako registrovaná národní historická památka přístupná veřejnosti.

### Experimentální množivý reaktor II (EBR-II)
V letech 1969 až 1994 vyráběl EBR-II Argonnské národní laboratoře téměř polovinu elektřiny potřebné pro provoz testovacího pracoviště.
V roce 1964 experimentální množivý reaktor II a nedaleké zařízení na úpravu paliva prokázaly koncepci recyklace paliva a pasivní bezpečnostní charakteristiky. Takzvaná "pasivní" bezpečnost zahrnuje systémy, které se spoléhají na přírodní fyzikální zákony, jako je gravitace, spíše než systémy, které vyžadují mechanický nebo lidský zásah.
Při přelomovém testu 3. dubna 1986 tyto systémy v EBR-II prokázaly, že jaderné elektrárny mohou být navrženy tak, aby byly ze své podstaty bezpečné před těžkými haváriemi.
Vyřazování reaktoru EBR-II z provozu začalo v říjnu 1994 vyjmutím 637 palivových souborů.

### Zařízení pro testování ztráty kapaliny (LOFT)

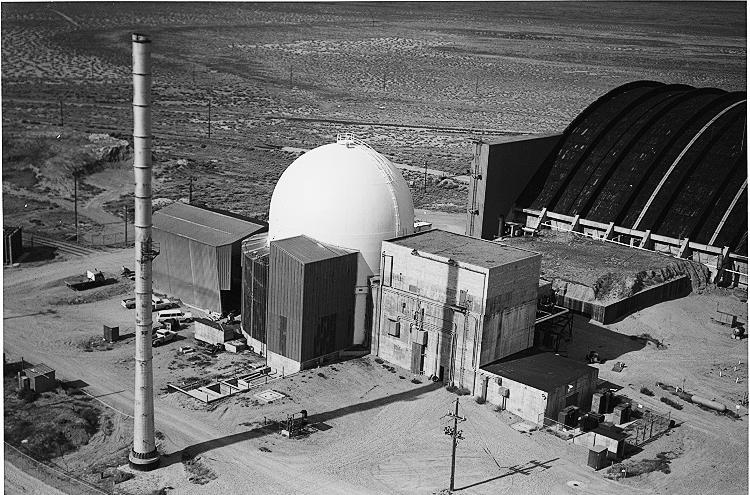
Reaktor pro testování ztráty tekutiny

První jaderný reaktor pro testování ztráty tekutiny (Loss-of-Fluid-Test) na světě byl v INL spuštěn 12. března 1976. Opakovaně simuloval havárie se ztrátou chladiva, k nimž by mohlo potenciálně dojít v komerčních jaderných elektrárnách. Na těchto testech je založeno mnoho bezpečnostních návrhů reaktorů po celém světě. Experimenty LOFT pomohly při odstraňování následků havárie po havárii na ostrově Three Mile Island v roce 1979.

### Testovací oblast Sever
V roce 1949 byla oblast na okraji pozemku NRTS nazvaná "Test Area North" neboli TAN vytvořena americkým letectvem a Komisí pro atomovou energii na podporu pokusu programu Aircraft Nuclear Propulsion o vývoj letadla s jaderným pohonem. Experimenty s reaktorem s přenosem tepla (Heat Transfer Reactor Experiments, HTRE) zde v roce 1955 provedl dodavatel General Electric a jednalo se o sérii testů, jejichž cílem bylo vyvinout systém přenosu reaktorem ohřátého vzduchu do upraveného proudového motoru General Electric J47. Plánovaný letoun Convair X-6 měl být testován v TAN a na místě byl postaven velký hangár s radiačním stíněním. Program byl však zrušen dříve, než mohla být vybudována doprovodná dráha o délce 4 600 m.

### Námořní reaktorové zařízení (NRF)
Na počátku 50. let 20. století byl postaven vůbec první prototyp jaderné elektrárny v plném měřítku pro použití na lodích, nazvaný S1W Prototype, který měl ověřit možnost využití jaderné energie na palubách ponorek. Byla předchůdcem podobné jaderné elektrárny konstrukce S2W instalované na první lodi s jaderným pohonem, ponorce USS Nautilus (SSN-571). Později byla na tomto místě postavena další dvě prototypová zařízení elektrárny A1W a S5G, nazvaná Naval Reactors Facility (zkráceně NRF). V NRF se nachází také zařízení Expended Core Facility (zkráceně ECF) a také administrativní budovy/zařízení. Chemická laboratoř NRF byla umístěna v prototypu S1W. V současné době byly prototypové závody pro vývoj pro použití na lodích uzavřeny. V provozu je pouze Expended Core Facility / Dry Storage Area.

### Reaktor pro testování materiálů (MTR)
Když jaderný průmysl na počátku 50. let 20. století teprve začínal, bylo obtížné přesně předpovědět, jak budou různé druhy kovů a dalších materiálů ovlivněny dlouhodobým používáním v reaktoru. MTR byl výzkumný reaktor společně navržený národními laboratořemi Argonne a Oak Ridge, který fungoval až do roku 1970 a poskytoval důležité údaje, které pomohly výzkumníkům vytvořit bezpečnější a trvanlivější jaderné reaktory.

### Experimenty s reaktory BORAX

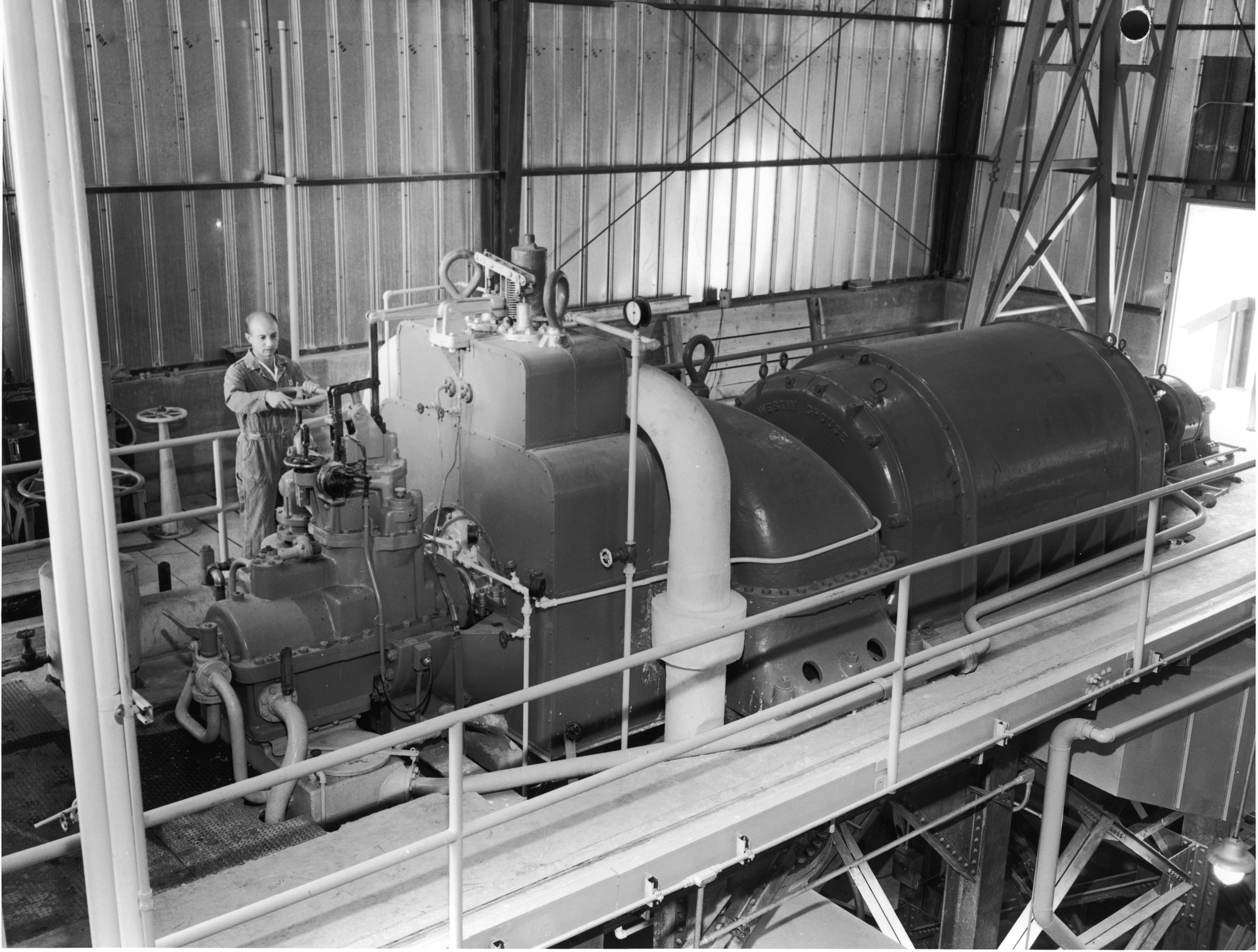
Reaktor BORAX III.

Experimenty s varnými vodními reaktory (BORAX) bylo pět reaktorů postavených v letech 1953-1964 v Argonne National Laboratory. Prokázaly, že koncepce vroucí vody je proveditelnou konstrukcí jaderného reaktoru vyrábějícího elektřinu. Reaktor BORAX III byl také prvním reaktorem na světě, který 17. července 1955 napájel obec (Arco, Idaho).

## Incidenty a nehody

### Smrtelný incident

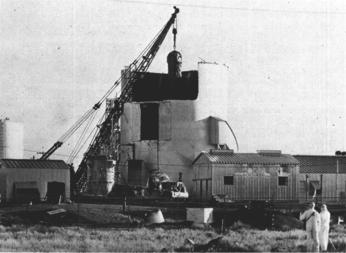
Vyjmutí reaktorové nádoby SL-1 z reaktorové budovy. Během nehody vyskočila o více než 2,7 m.

Dne 3. ledna 1961 došlo v NRTS k jediné smrtelné nehodě na jaderném reaktoru v USA. Experimentální reaktor nazvaný SL-1 (Stationary Low-Power Plant Number 1) byl zničen, když byla regulační tyč příliš vytažena z reaktoru, což vedlo k téměř okamžitému kritickému výkyvu, který vedl ke skokovému nárůstu výkonu a tlakové explozi páry. Nádoba reaktoru vyskočila o 2,77 m. Otřes a výbuch zabily všechny tři vojenské poddůstojníky pracující na reaktoru. Kvůli rozsáhlé kontaminaci radionuklidy byli všichni tři pohřbeni v olověných rakvích. O těchto událostech vyšly dvě knihy, z nichž jedna byla vydána v roce 2003 pod názvem Idaho Falls: The untold story of America's first nuclear accident, a další, Atomic America: How a Deadly Explosion and a Feared Admiral Changed Course of Nuclear History, vydané v roce 2009.

### Incidenty: Únik z kontejneru (materiály související s plutoniem)
Odpoledne 8. listopadu 2011 v reaktoru Zero Power Physics Reactor (ZPPR) unikl z kontejneru materiál "související s plutoniem", když jej otevřel jeden z pracovníků. Všech 17 pracovníků, kteří se na místě incidentu nacházeli, bylo okamžitě odvezeno na vyšetření v rámci projektu Idaho Cleanup Project formou Whole Body Counts (celotělový sken vnitřního ozáření) a byli vyzváni k odevzdání vzorků moči a stolice k dalšímu vyšetření na přítomnost vnitřních radionuklidů. Ukázalo se, že šest z nich bylo vystaveno "nízkému ozáření", z toho dva poměrně rozsáhlému. Všichni pracovníci byli následně pečlivě sledováni a opakovaně jim bylo prováděno celotělové měření a odběry vzorků moči a stolice. Idaho National Laboratory trvala na tom, že žádná radioaktivita neunikla mimo zařízení.